# Crist a la creu, en un paisatge de Toledo
El tema de Crist a la Creu en un paisatge de Toledo potser va ser abundant en el corpus pictòric d'El Greco, però a les escasses obres actualment conservades, és molt més interessant el Paisatge representat sota la Creu que no pas la figura de Crist. De fet, alguns crítics, com Harold Wethey consideren que la figura del Crucificat és obra de l'obrador, potser amb col·laboració del mestre.

## Anàlisi de l'obra
En aquestes variants, l'elegant paisatge és la part més valuosa dels quadres. La vista no correspon ni a la Vista de Toledo, ni a la Vista i plànol de Toledo,. En aquest cas, les estructures que hi ha a l'esquerra de la Creu corresponen al conjunt de la Catedral de Toledo, i a la dreta hi apareix el Pont d'Alcàntara. Els petits genets, un d'ells amb un estendard, avancen des de l'esquerra, mentre que a les versions de Crist a la creu, en un paisatge amb genets (El Greco), els genets avancen per la dreta.

### Versió de Santander
Oli sobre llenç; 111 x 69 cm.; 1600-14; Fundación Banco Santander, Santander.
Catalogat per H.E. Wethey amb el núm..X-58. Signat amb lletres cursives gregues al peu de la Creu, però aquesta signatura és superficial i no por ésser considerada obra d'El Greco.
Aquest quadre probablement és el prototip de les altres versions que contenen el paisatge de Toledo en el fons de l'obra. El cel és negre, amb maldestres núvols blancs. El cos de Crist, tot i que està realitzat per algun ajudant d'El Greco, està pintat amb delicadesa, amb una pinzellada neta, matitzada i d'execució precisa. Crist sembla que no sofreixi, més aviat s'eleva com una flama, i ni tan solament els claus semblen subjectar-lo a la Creu.
El paisatge darrere la Creu és magnífic, de qualitat molt superior a la resta de l'obra. El Greco hi representa edificis i elements reals del paisatge de Toledo, però canviant-los de situació i de grandària, component amb ells una Jerusalem imaginària, envoltada d'una llum fantasmagórica.

#### Procedència
- Marquès de Urquijo; Madrid.
- Juan T. Gandarias; Madrid.

### Versió del Museu d'Art de Cincinnati
Oli sobre llenç; 104,1 x 61,9 cm.; Museu d'Art de Cincinnati.
Catalogat per H.E. Wethey amb el núm..X-57. Signat amb petites lletres gregues cursives al peu de la Creu.
En aquesta obra hi ha dos petits àngels a la llunyania, vora la tomba de Crist. El cel negre, les muntanyes de color verd fosc, el terra marronós i els edificis blanquinosos no corresponen a la manera pictórica habitual d'El Greco. Però el menys aconseguit de tota l'obra, és el cos de Crist, que està pintat en blanc i negre de manera una mica maldestra.

#### Procedència
- Convent prop de Toledo ?
- José Rodríguez; Madrid.
- Mrs. H.B.St. George; Kingston, Anglaterra.
- Lionel Harris, Londres (1926)
- Durlacher; New York.
- Adquirit pel Museu l'any 1932.

## Còpies
- Ubicació desconeguda; Oli sobre llenç; 60 x 40 cm.; Lletres sobre el cap de Crist, que no semblen correctes; Aquest quadre solament és conegut per una fotografía, en la qual no queden clars els detalls del paisatge.
- Ubicació desconeguda; Oli sobre llenç.; 104 x 63 cm.; H.E.Wethey va conèixer aquesta obra a través d'una fotografía, per la qual cosa no emet un judici sobre la seva qualitat i autenticitat, remarcant que la inscripció en llengua hebrea, grega i llatina sobre el cap de Crist, sembla força confusa.[3]